# Ivan Katardžiev

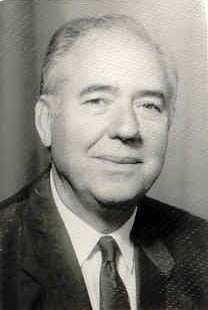
Ivan Katardžiev

Ivan Katardžiev (mazedonisch Иван Катарџиев) (* 6. Januar 1926 in Ploski, Oblast Blagoewgrad, Bulgarien; † 1. Dezember 2018) war ein jugoslawischer bzw. mazedonischer Historiker.

## Biografie
Er galt als der wichtigste Experte des Landes für die VMRO-DPMNE und mazedonische Geschichte zum Zeitpunkt der Existenz des Staates Jugoslawien sowie während der ersten Jahre der Unabhängigkeit Mazedoniens.
Im Oktober 2014 warf ihm die Lustrationskommission Mazedoniens vor, in den 1950er Jahren Informant der staatlichen Polizei gewesen zu sein. Es wurde ihm vorgeworfen, Geschichtsstudenten aus Pirin ausspioniert zu haben. Katardžiev war damals Leiter der Universitätsbibliothek in Skopje sowie des Diasporabüros. Katardžiev wies die Behauptungen zurück und sagte, dass er zwischen 1955 und 1960 von der Polizei selbst unter Druck gesetzt worden sei.

## Veröffentlichungen
- Серскиот округ од Кресненското востание до Младотурската револуција. национално-политички борби. Култура, Скопје 1968.
- Време на зреење. Македонското национално прашање меѓу двете светски војни (1919–1930). 2 Bände. Култура, Скопје 1977.
- Борба за развој и афирмација на македонската нација. Култура, Скопје 1981.